# 弗里利山
46°10′4.8″N 7°40′17.3″E / 46.168000°N 7.671472°E

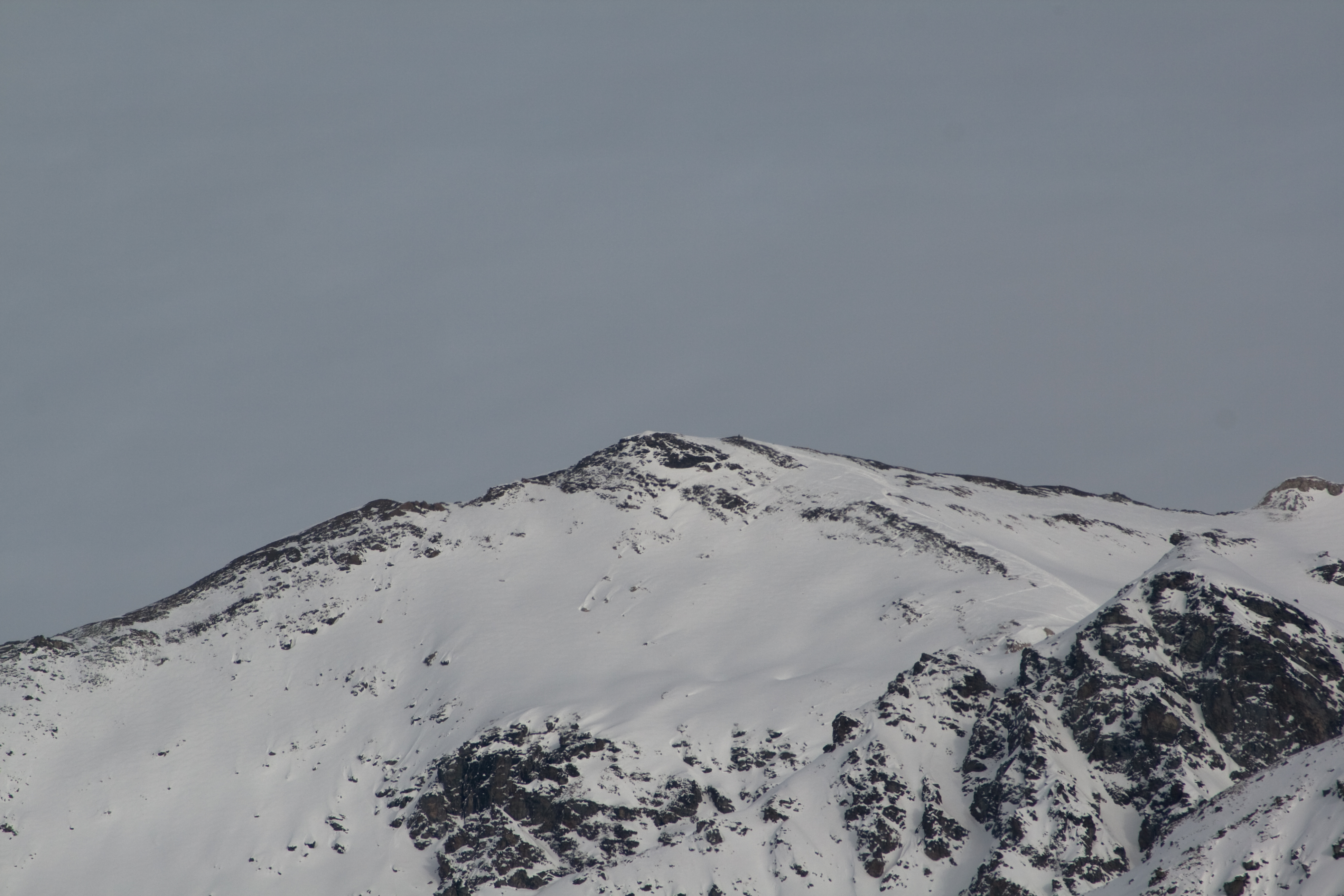

弗里利山（Frilihorn），是瑞士的山峰，位於該國南部，由瓦萊州負責管轄，屬於本寧阿爾卑斯山脈的一部分，海拔高度3,124米，每年平均降雨量1,585毫米。